# Albina (okręg Braiła)
Albina – wieś w Rumunii, w okręgu Braiła, w gminie Tichilești. W 2011 roku liczyła 291 mieszkańców.